# Tylototriton lizhengchangi
Espèce
Synonymes
- Tylototriton lizhenchangi Hou, Zhang, Jiang, Li & Lu

Tylototriton lizhengchangi est une espèce d'urodèles de la famille des Salamandridae.

## Répartition
Cette espèce est endémique du Sud de la province du Hunan en République populaire de Chine.

## Publication originale
- (zh) Mian Hou, Pi-peng Li et Shun-qing Lu, « [Morphological research development of genus Tylototriton and primary confirmation of the status of four cryptic species] », Journal of Huangshan University, 2012, vol. 14, no 3, p. 61-65.